# 로건에어

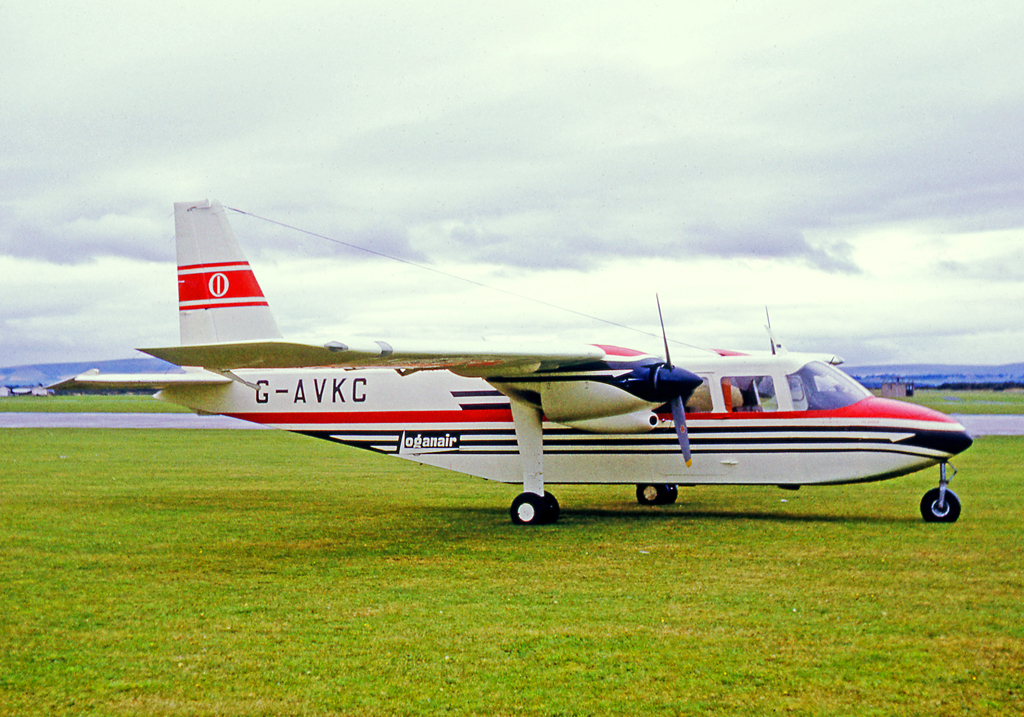
로건에어의 브리튼-노먼 아일랜더 (1967년)

로건에어(Loganair) 또는 로건 항공은 스코틀랜드 페이즐리 주변 글래스고 공항에 기반을 둔 스코틀랜드의 지역 항공사이다. 승객 수와 플리트(fleet) 규모 면에서 영국 최대의 지역 항공사이다.
글래스고의 메인 베이스일뿐 아니라 애버딘 공항, 에든버러 공항, 인버네스 공항, 뉴캐슬 공항의 허브 역할을 한다.